# نابودگر ۳: جنگ ماشین‌ها
«نابودگر ۳: جنگ ماشین‌ها» (انگلیسی: Terminator 3: War of the Machines) یک بازی ویدئویی در سبک تیراندازی اول شخص است که توسط آتاری و در سال ۲۰۰۳ و در پلت‌فرم مایکروسافت ویندوز منتشر شده‌است.